# 君が欲しくてたまらない
君が欲しくてたまらない（きみがほしくてたまらない）は、ZYYGのデビューシングル。

## 作品解説
赤井英和が出演したサントリービール『ダイナミック』のCMに使われ、約70万枚のセールスを記録した（最大のセールス曲）デビューシングル。デビュー当時のメンバーであり、第1期同ユニットの主な楽曲制作者の栗林誠一郎の作曲ではなく、織田哲郎の手による楽曲である。後に作詞担当の上杉昇が在籍していたWANDSによるセルフカバーバージョンが『complete of WANDS at the BEING studio』に収録された。

## 収録トラック
1. 君が欲しくてたまらない
作詞：上杉昇 / 作曲：織田哲郎 / 編曲：栗林誠一郎
2. 愛しさを抱きしめたまま
作詞：高山征輝 / 作曲・編曲：栗林誠一郎
3. 君が欲しくてたまらない(inst.)
4. 愛しさを抱きしめたまま(inst.)

## 参加ミュージシャン
- 高山征輝 - ボーカル
- 栗林誠一郎 - ベース、コーラス
  - 増崎孝司 from DIMENSION - ギター
  - 生沢佑一 from TWINZER - コーラス

## 収録アルバム
- GO-WILD（#1）
- BEST OF BEST 1000 ZYYG（#1）
- vocal compilation 90's hits Vol.1〜male〜 at the BEING studio（#1）
- COUNTDOWN BEING（#1）
- FUN Greatest Hits of 90's（#1）
- MILLION 〜BEST OF 90's J-POP〜 RED（#1）
- キミが好きだと叫びたい 〜Love & Yell〜（#1）